# Антонис Ремос
Антонис Ремос (грч. Αντώνης Ρέμος; Диселдорф, 19. јун 1970) грчки је певач.

## Биографија
Рођен је 19. јуна 1990. у грчкој породици у Диселдорфу. С породицом се преселио у родни Солун где је завршио образовање. У детињству се бавио музиком и научио да свира гитару и бубњеве. У јулу 2007. постао је председник ФК Ираклис, док у мају 2010. одлази с функције председника.
Током 2010. почео је излазити с немачком модном креаторком Ивон Бошњак. Имају једну ћерку, Елени. Венчали су се 15. септембра 2018. у Атини.

## Дискографија
- (1996)
- (1998)
- (1999)
- (2002)
- (2003)
- (2005)
- (2008)
- (2011)
- (2013)
- (2016)